# Streitkräfte Dschibutis
Die Streitkräfte Dschibutis (französisch Forces armées djiboutiennes) sind das Militär der seit 1977 unabhängigen Republik Dschibuti.

## Geschichte
Das Französische Afar- und Issa-Territorium wurde am 27. Juni 1977 unter dem Namen Dschibuti unabhängig. Die Beziehungen zwischen den Ethnien der Afar und Somali waren seit Beginn gespannt. Hassan Gouled Aptidon machte die RPP 1981 zur einzig erlaubten Einheitspartei. Afar, die sich benachteiligt fühlten, gründeten daher die Rebellenorganisation Front pour la restauration de l’unité et la démocratie (FRUD), die sich 1991–1994 Kämpfe mit der Regierungsarmee lieferte. Dieser Dschibutische Bürgerkrieg trug dazu bei, dass 1992 wieder ein Mehrparteiensystem eingeführt wurde. Die RPP – der sich nach dem Friedensschluss auch die FRUD größtenteils anschloss – dominiert jedoch weiterhin die Politik. Mitte 2008 kam es im umstrittenen Grenzgebiet um Ras Doumeira mehrfach zu Zusammenstößen dschibutischer Truppen mit Truppen Eritreas. Die USA und der Sicherheitsrat der Vereinten Nationen beschuldigten Eritrea der militärischen Aggression gegen Dschibuti.

## Organisation
Die Streitkräfte Dschibutis stehen unter dem Oberbefehl von Präsident Ismail Omar Guelleh und haben eine Gesamt-Truppenstärke von 10.450 Soldaten.

### Heer

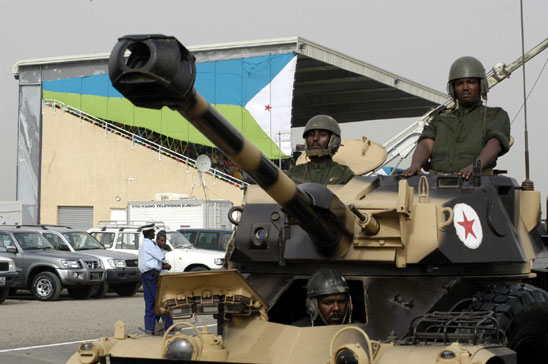
Panhard AML während einer Parade 2003

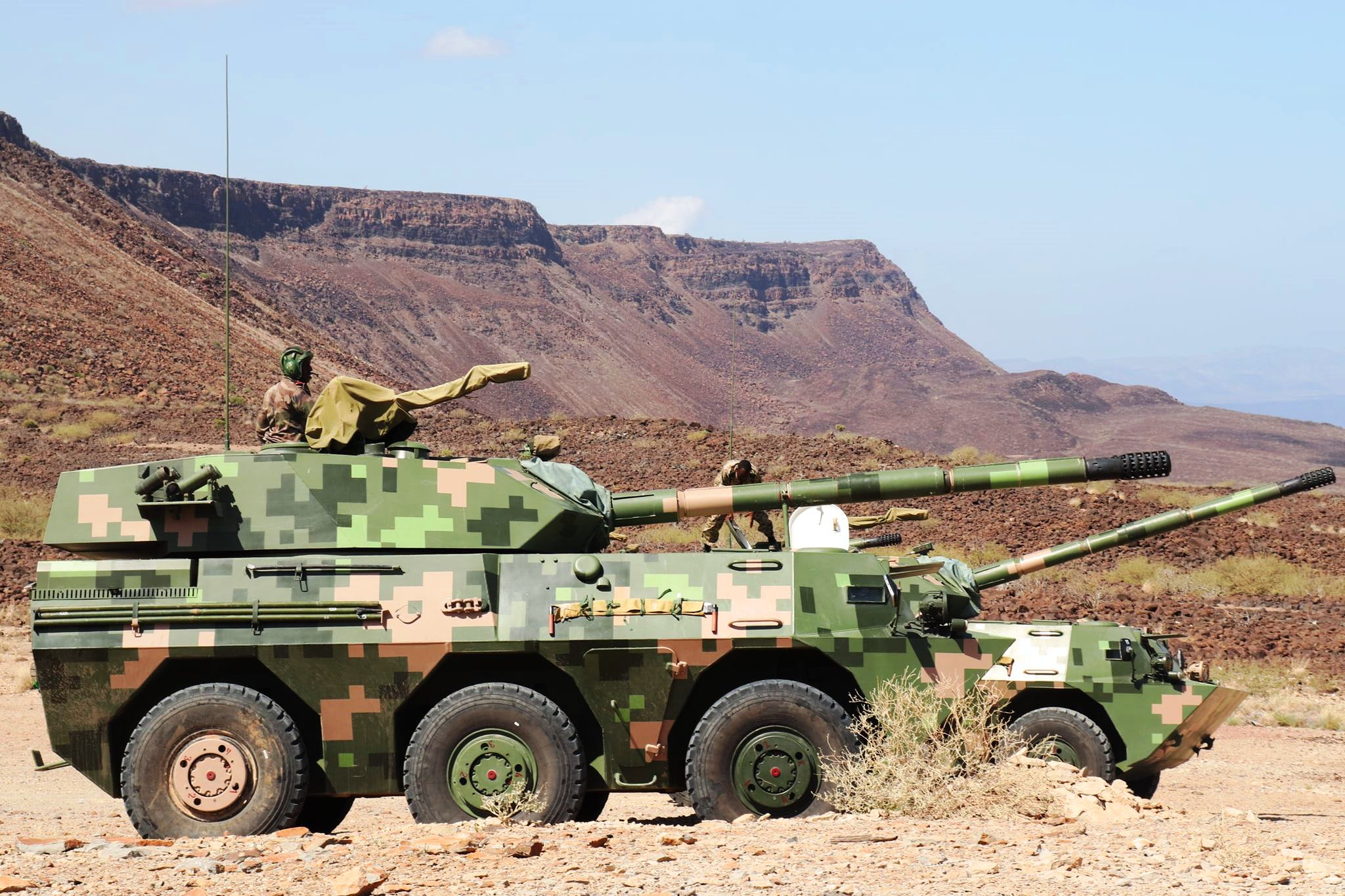
WMA-301 der Dschibutischen Armee während einer Demonstration auf der Maryama-Basis.

Die Landstreitkräfte als größtes Kontingent bestehen aus ca. 8000 Soldaten, welche in zehn Regimentern, zwei Kompanien und eine Section aufgeteilt sind. Sie verfügen über folgenden Bestand:
| Name                        | Typ                     | Herkunft               | In Dienst | Anmerkungen                   |
| --------------------------- | ----------------------- | ---------------------- | --------- | ----------------------------- |
| AMX-13                      | Leichter Panzer         | Frankreich             | 60        | Einsatzbereitschaft unsicher. |
| BTR-80                      | Mannschaftstransporter  | Sowjetunion            | 8         |                               |
| BTR-60                      | Mannschaftstransporter  | Sowjetunion            | 10        | BTR-60PB.                     |
| Puma                        | Mannschaftstransporter  | Italien                | 6         |                               |
| Ratel-90                    | Schützenpanzer          | Südafrika              | 9         | 12 ausgeliefert.              |
| Casspir                     | gepanzertes Radfahrzeug | Südafrika              | 9         | Casspir III Variante          |
| Cougar                      | gepanzertes Radfahrzeug | Vereinigte Staaten     | 10        |                               |
| Panhard AML                 | Radpanzer               | Frankreich             | 20        | 24 ausgeliefert.              |
| BRDM-2                      | Aufklärer               | Sowjetunion            | 12        | Einsatzbereitschaft unsicher. |
| Véhicule Blindé Léger       | Aufklärer               | Frankreich             | 10        |                               |
| Humvee                      | Geländewagen            | Vereinigte Staaten     | 14        |                               |
| Land Rover Defender         | Geländewagen            | Vereinigtes Königreich | 13        |                               |
| M35                         | Lastwagen               | Vereinigte Staaten     | 10        |                               |
| Mercedes-Benz G-Klasse      | Geländewagen            | Deutschland            | 4         |                               |
| Mercedes-Benz Unimog        | Artilleriezugfahrzeug   | Deutschland            | 4         |                               |
| Toyota Land Cruiser         | Geländewagen            | Japan                  | 26        |                               |
| Ural-4320                   | Artilleriezugfahrzeug   | Sowjetunion            | 3         |                               |
| VLRA                        | Verbindungsfahrzeug     | Frankreich             | 4         |                               |
| BM-21 Grad                  | Raketenwerfer           | Sowjetunion            | 12        |                               |
| M109                        | Panzerhaubitze          | Vereinigte Staaten     | 10        |                               |
| 120-mm-Mörser RT-61         | Schwerer Mörser         | Frankreich             | 20        | Erworben 1981.                |
| 122-mm-Haubitze D-30 (2A18) | Haubitze                | Sowjetunion            | 6         |                               |
| 105-mm-Haubitze M56         | Haubitze                | Jugoslawien            |           |                               |

### Marine
Die Seestreitkräfte Djibutis verfügen über sechs Patrouillenboote der Swari-Klasse. Daneben existieren zwei Patrouillenboote der Klasse Metal Shark 28 und ein EDIC-Landungsboot. Die Küstenwache verfügt über weitere acht Boote.

### Luftstreitkräfte

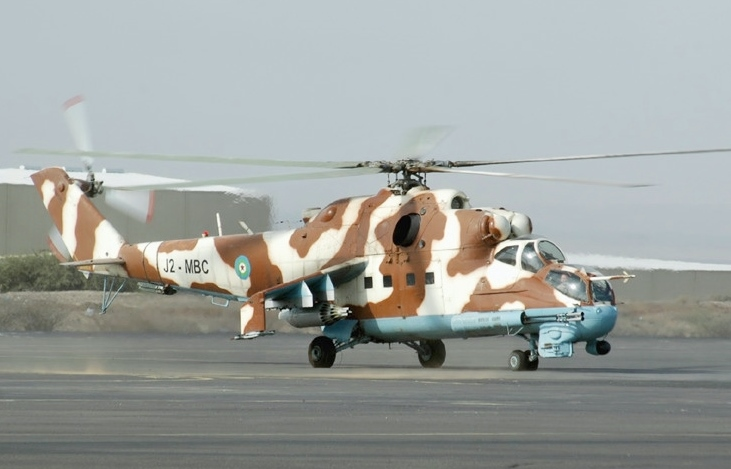
Mi-35P Hind

Die Force Aérienne du Djibouti (FAdD) verfügt über:
- Transportflugzeuge (1 Cessna 208, 1 Xi’an MA60)
- Hubschrauber (1 Eurocopter AS 355, 4 Eurocopter AS 565,  2 Mil Mi-8, 2 Mil Mi-35, 1 Harbin Z-9).

### Gendarmerie
Die Gendarmerie Nationale Djiboutienne zählt zu den Streitkräften Dschibutis, hat aber überwiegend Polizeiaufgaben.

## Dienstgrade und Dienstgradabzeichen

### Offiziere
| Schulterstücke          |                     |                                  |                        |                                 |                        |                           |                                   |                           |
| Dienstgrad              | Général de division | Général de brigade               | Colonel                | Lieutenant-Colonel              | Commandant             | Capitaine                 | Lieutenant                        | Sous-Lieutenant           |
| Dienstgrad (Bundeswehr) | Generalmajor        | Brigadegeneral Flottillenadmiral | Oberst Kapitän zur See | Oberstleutnant Fregattenkapitän | Major Korvettenkapitän | Hauptmann Kapitänleutnant | Oberleutnant Oberleutnant zur See | Leutnant Leutnant zur See |
| NATO-Rangcode           | OF-7                | OF-6                             | OF-5                   | OF-4                            | OF-3                   | OF-2                      | OF-1                              | OF-1                      |

### Unteroffiziere und Mannschaften
| Dienstgradgruppe           | Unteroffiziere             | Unteroffiziere             | Unteroffiziere             | Unteroffiziere                   | Unteroffiziere                    | Unteroffiziere                 | Mannschaften               | Mannschaften               |                            |                            |                            |                            |
| Land- und Luftstreitkräfte | Land- und Luftstreitkräfte | Land- und Luftstreitkräfte | Land- und Luftstreitkräfte | Land- und Luftstreitkräfte       | Land- und Luftstreitkräfte        | Land- und Luftstreitkräfte     | Land- und Luftstreitkräfte | Land- und Luftstreitkräfte | Land- und Luftstreitkräfte | Land- und Luftstreitkräfte | Land- und Luftstreitkräfte | Land- und Luftstreitkräfte |
| -------------------------- | -------------------------- | -------------------------- | -------------------------- | -------------------------------- | --------------------------------- | ------------------------------ | -------------------------- | -------------------------- | -------------------------- | -------------------------- | -------------------------- | -------------------------- |
| Schulterstücke             |                            |                            |                            |                                  |                                   |                                |                            |                            |                            |                            |                            |                            |
| Dienstgrad                 | Adjudant-chef              | Adjudant                   | Sergent-chef               | Sergent                          | Caporal-chef                      | Caporal                        | Soldat Première            | Soldat                     |                            |                            |                            |                            |
| Dienstgrad (Bundeswehr)    | Oberstabsfeldwebel         | Stabsfeldwebel             | Oberfeldwebel/Feldwebel    | Stabsunteroffizier/Unteroffizier | Oberstabsgefreiter/Stabsgefreiter | Hauptgefreiter/Obergefreiter   | Gefreiter                  | Soldat                     |                            |                            |                            |                            |
| Seestreitkräfte            |                            |                            |                            |                                  |                                   |                                |                            |                            |                            |                            |                            |                            |
| Schulterstücke             |                            |                            |                            |                                  |                                   |                                |                            |                            |                            |                            |                            |                            |
| Dienstgrad                 | Maitre-principal           | Premier maitre             | Maitre                     | Second maitre                    | Quartier-maitre se 1ere classe    | Quartier-maitre se 2ere classe | Matelot brevet             | Matelot                    |                            |                            |                            |                            |
| Dienstgrad (Bundeswehr)    | Oberstabsbootsmann         | Stabsbootsmann             | Oberbootsmann/Bootsmann    | Obermaat/Maat                    | Oberstabsgefreiter/Stabsgefreiter | Hauptgefreiter/Obergefreiter   | Gefreiter                  | Matrose                    |                            |                            |                            |                            |
| NATO-Rangcode              | OR-9                       | OR-8                       | OR-6                       | OR-5                             | OR-4                              | OR-3                           | OR-2                       | OR-1                       |                            |                            |                            |                            |

## Ausländische Kontingente
Neben den Truppen Dschibutis sind ausländische Kontingente im Land stationiert, so auch das 5e Régiment interarmes d’outre-mer (5e RIAOM) der französischen Armee de Terre. Neben Frankreich, im Rahmen der Forces françaises stationnées à Djibouti (FFDj) (mit etwa 2000 Soldaten; 2012) und den USA (Camp Lemonier) unterhält Deutschland einen ständigen Stützpunkt, der als Deutsche Verbindungs- und Unterstützungsgruppe bezeichnet wird. Die Deutsche Marine setzt zurzeit am Horn von Afrika etwa 230 Soldaten im Rahmen der Operation Atalanta ein. Die Einheiten werden jeweils für mehrere Monate an das Bab al-Mandab verlegt, um vom südlichen Roten Meer über den Golf von Aden bis in den Golf von Oman den Schiffsverkehr zu überwachen.